# Ctenus flavidus
Ctenus flavidus este o specie de păianjeni din genul Ctenus, familia Ctenidae, descrisă de Henry Roughton Hogg în anul 1922.
Este endemică în Vietnam. Conform Catalogue of Life specia Ctenus flavidus nu are subspecii cunoscute.